# Mordell-kromme
In de wiskunde is een Mordell-kromme een elliptische kromme
{\displaystyle y^{2}=x^{3}+k}
waar k een geheel getal is. Deze categorie van krommen werden nauwkeurig bestudeerd door Louis Mordell, met het oog op het bepalen van hun geheeltallige oplossingen. Mordell toonde aan dat er voor een vast getal k maar een eindig aantal geheelgetallige oplossingen (x, y) bestaan. 
Met andere woorden; de verschillen tussen perfect vierkanten en perfecte kubussen neigen naar ∞. De vraag hoe snel dit gebeurt wordt in beginsel bepaald door de methode van Baker. 